# Lista de jogos para Super Nintendo Entertainment System

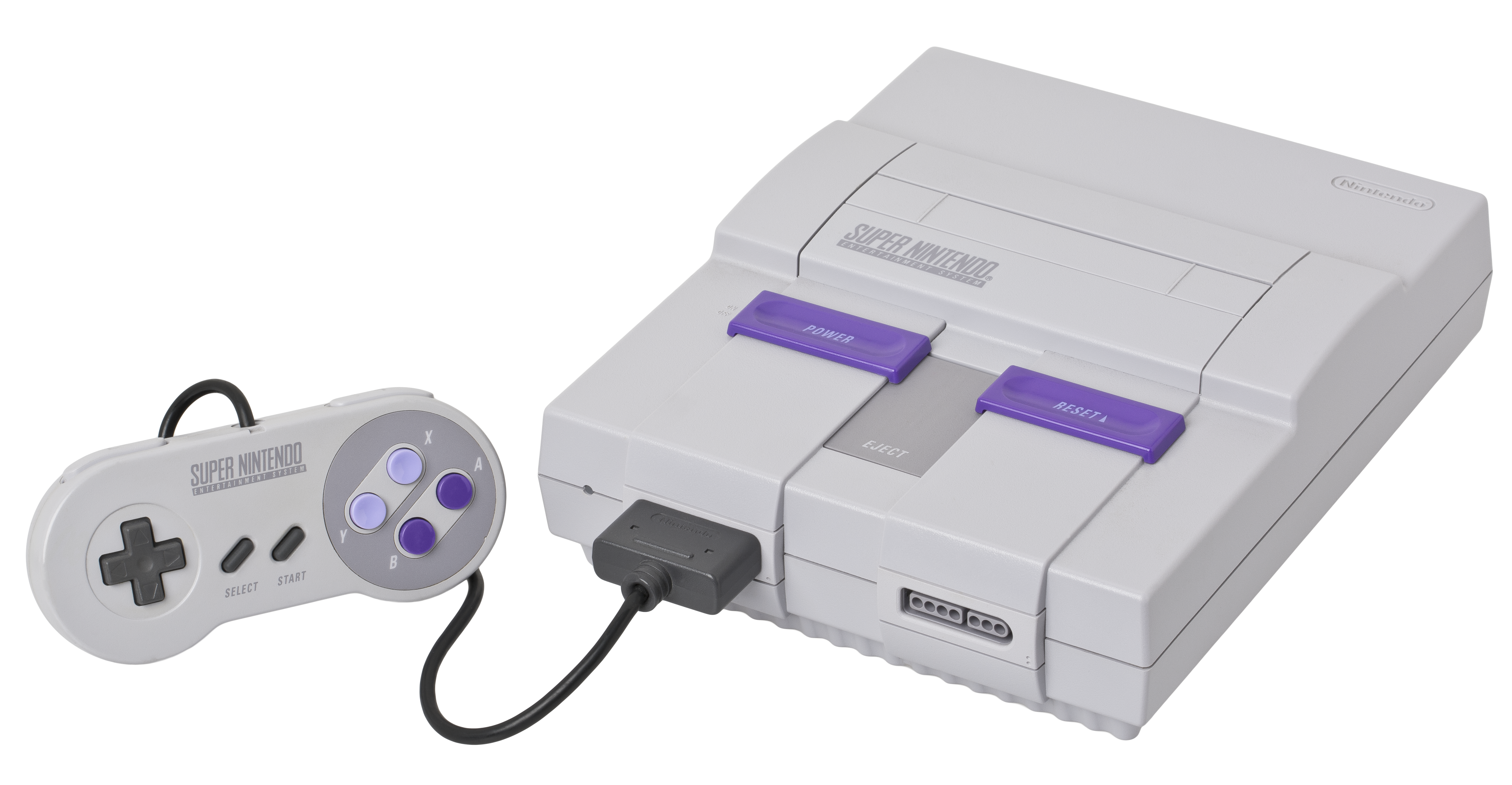
O Super Nintendo Norte Americano

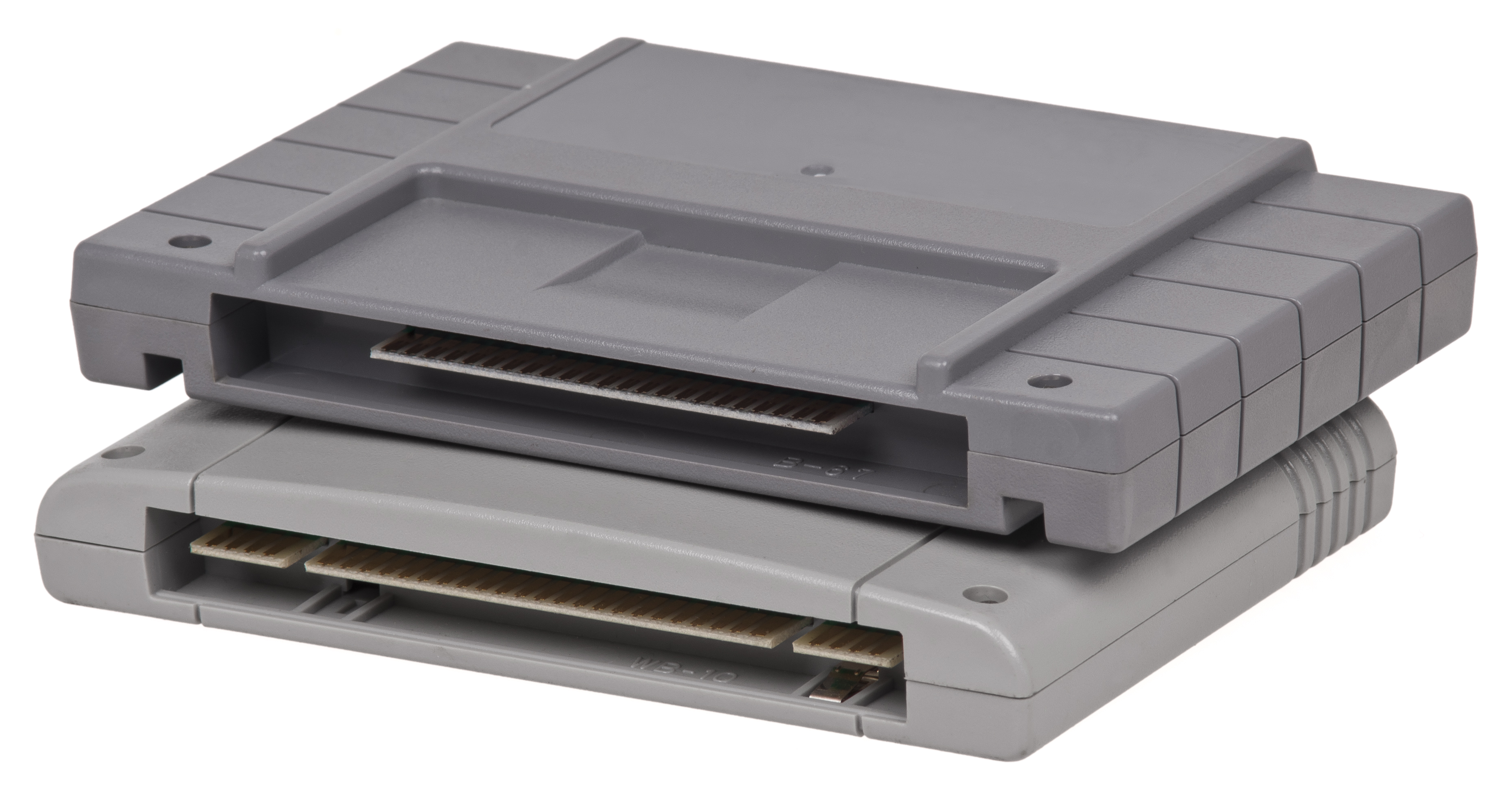
Cartuchos do Super Nintendo
Cima: Design Norte Americano
Baixo: Design das regiões PAL

O console de videogame Super Nintendo Entertainment System possui uma biblioteca de jogos, lançada em cartuchos de plástico e que eram diferentes dependendo da região; os cartucho Americanos eram retangulares e possuíam ranhuras para encaixar de acordo com as saliências do console, enquanto que os cartuchos de outras regiões são mais estreitos, com curvas suaves na frente e sem ranhuras. A incompatibilidade física pode ser superada com o uso de adaptadores ou através da modificação do console. O console também possui uma trava de região que impede que cartuchos da região PAL possam ser jogados no Japão ou na América e vice-versa, mas isso também pode ser contornado com o uso de adaptadores.
Oficialmente o Super Nintendo teve 784 jogos lançados, sendo 251 exclusivos para a América e 63 para a Europa. Ele foi lançado na América em 23 de Agosto de 1991 com Super Mario World, F-Zero, Pilotwings, SimCity e Gradius III. O ultimo jogo lançado para o sistema foi Nightmare Busters em 2013. O jogo mais vendido é Super Mario World com mais de 20.6 milhões de unidade vendidas. Apesar do seu lançamento tardio, e da feroz competição que enfrentou na América e Europa contra o então console da Sega, o Mega Drive (também conhecido como Genesis nos Estados Unidos), ele foi o console mais vendido da sua geração.